# 3033 Holbaek
A 3033 Holbaek (ideiglenes jelöléssel 1984 EJ) a Naprendszer kisbolygóövében található aszteroida. K. Augustesen, P. Jensen, H. J. Fogh Olsen fedezte fel 1984. március 5-én.